# Ynglinge
Ynglinge er en ungdomsfilm instrueret af Mikkel Munch-Fals efter manuskript af samme.

## Handling
Tre unge, en bøsse på en rasteplads, en filmoptagelse og en plan. 'Ynglinge' er en sanselig og syrlig fortælling om ungdommens bestræbelser på at orientere sig seksuelt i en eksplicit pornografisk verden